# Emmanuelle Tremblay
Emmanuelle Tremblay, née en 1966 au Saguenay, est une romancière, poète, essayiste, traductrice et professeure québécoise.                           

## Biographie
Emmanuelle Tremblay détient un doctorat en littérature de l'Université du Québec à Montréal. Dans le cadre de ses études, elle séjourne à Mexico (1993 à 1996) et approfondit ses recherches portant sur la littérature hispano-américaine ainsi que sur la traduction.
Tremblay fait paraître Je suis un thriller sentimental (Éditions Boréal, 2013), Mesurer les combles (Éditions du Noroît, 2015) ainsi que Comme des sauvages (Leméac, 2016),,.   
Comme traductrice, elle traduit plusieurs titres dont un essai de Néstor García Canclini, L'Amérique latine au XXIe siècle (Presses de l’Université Laval, 2007) ainsi qu'un ouvrage du poète mexicain Pedro Serrano, Pare-chocs : essais d'autodéfense poétique (Éditions du Noroît, 2020).  
Emmanuelle Tremblay codirige également un ouvrage qui s'intitule Le nouveau récit des frontières dans les Amériques avec le sociologue Jean-François Côté en plus de signer de nombreux comptes rendus critiques et essais dans des revues spécialisées, notamment dans la revue Spirale dont elle est membre du comité de rédaction (2004 à 2006),. 
Elle occupe également le poste de professeure agrégée à l'Université de Moncton en plus d'être membre du Conseil d'administration du Festival international de musique baroque de Lamèque,.
Elle est finaliste du Prix des lecteurs de Radio-Canada (2014), du Prix littéraire Antonine-Maillet-Acadie Vie (2004) ainsi que du Prix de poésie Geneviève-Amyot (2020),,,. 

## Œuvres

### Romans
- Je suis un thriller sentimental, Montréal, Éditions Boréal, 2013, 349 p. (ISBN 9782764622803)
- Comme des sauvages, Montréal, Leméac, 2016, 241 p. (ISBN 9782760947320)

### Poésie
- Mesurer les combles, Montréal, Éditions du Noroît, 2015, 58 p. (ISBN 9782890189317)
- Nous le lac, Montréal, Éditions du Noroît, 2022.  (ISBN 978-2-89766-341-4)

### Essai
- L'invention de l'appartenance : la littérature québécoise en mal d'autochtonie, Montréal, les Presses de l'Université de Montréal, 2018, 240 p. (ISBN 9782760639829)

## Prix
- 2014 - Finaliste : Prix littéraire Antonine-Maillet-Acadie Vie (pour Je suis un thriller sentimental)[7]
- 2014 - Finaliste : Prix des lecteurs de Radio-Canada[8]
- 2020 - Finaliste : Prix de poésie Geneviève-Amyot[9]
- 2022 - Prix littéraires du Salon du livre du Saguenay–Lac-Saint-Jean, catégorie poésie/théâtre[10]